# Zosterops atricapilla
Zosterops atricapilla là một loài chim trong họ Zosteropidae.
Loài này sinh sống ở rừng núi và đồng cỏ núi cao ở độ cao từ 700 đến 3000 m trên núi Sumatra, bán đảo Mã Lai và Borneo (đặc biệt là núi Kinabalu, Gunung Mulu, và núi Batur Pratap).